# Peuplier noir
Populus nigra
Espèce
Synonymes
- Aigiros nigra (L.) Nieuwl.[1]
- Populus caudina Ten.[1]
- Populus croatica Waldst. & Kit. ex Besser[2]
- Populus dilatata Ait.[3]
- Populus fastigiata Foug.[1]
- Populus hudsoniana Desf.[1]
- Populus italica (Münchh.) Moench[2]
- Populus lombardica Link[1]
- Populus neapolitana Ten.[1]
- Populus nigra (Dode) Bean[2]
- Populus nigra (Rozier) Spach[2]
- Populus nigra Carrière[2]
- Populus nigra Münchh.[2]
- Populus pannonica Kit. ex Besser[1] [2]
- Populus pyramidalis Rozier[2]
- Populus rubra Poir.[1]
- Populus sinensis (Carrière) Dode[2]
- Populus sosnowskyi Grossh.[1]
- Populus thevestina Dode[1] [2]
- Populus versicolor Salisb.[1]

Statut de conservation UICN

 LC : Préoccupation mineure
Répartition géographique
Le Peuplier noir (Populus nigra) est une espèce de plantes à fleurs de la famille des Salicacées. Ce peuplier de grande taille colonise de préférence les sols riches et dénués de végétation, tels que les grèves et bancs de sable ou de graviers humides. Il en existe de nombreux hybrides (notamment Populus x deltoides utilisé en populiculture) et variétés (notamment le Peuplier d'Italie Populus nigra var. Italica, à port érigé et étroit, planté comme arbre d'ornement ou d'alignement).

## Dénominations
- Nom scientifique valide : Populus nigra  L.[1],
- Noms vulgaires (vulgarisation scientifique) recommandés ou typiques en français : Peuplier noir[4],[5],[6],[7],[8],[2],
- Autres noms vulgaires ou noms vernaculaires (langage courant) pouvant désigner éventuellement d'autres espèces : Liard[9],[4], Liardier[9],[4], Peuplier suisse[9],[4], Peuplier franc[9],[10], Peuplier commun[10] ou Peuplier commun noir[6], Piboule[9], Bouillard[9], ou encore Bioulasse[9] ou Brouillard[11], en Sologne. Ou tout simplement peuplier[10].
  - Noms désignant la variété érigée (Populus nigra var. italica) : Peuplier d'Italie[10],[8], Peuplier noir d'Italie[10],[8],[6] ou Peuplier de Lombardie[12],[8].
  - Noms désigant les autres variantes : Peuplier à feuilles de Bouleau[6] (Populus nigra subsp. betulifolia), Peuplier de Naples[6] (Populus nigra subsp. neapolitana), Peuplier du Canada[6] (Populus x canadensis).

## Description

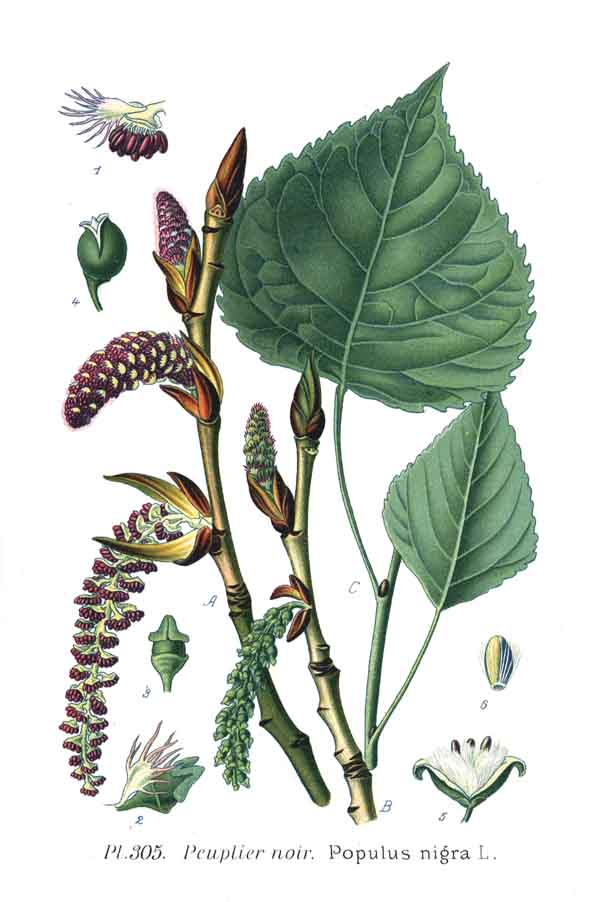
Illustration du Populus nigra de l'Atlas des plantes de France de A.Masclef (1891). La forme en losange des jeunes feuilles est caractéristique, notamment sur les rameaux sylleptiques (rameaux de l'année issus de méristèmes axillaires d'un rameau initial).

### Appareil végétatif
Le Peuplier noir est un grand arbre pouvant atteindre 25 à 30 m de hauteur et dont la longévité est importante (200 ans, voire jusqu'à environ 400 ans pour les spécimens les plus âgés). Les formes varient beaucoup selon le contexte, en particulier selon que l'arbre a poussé seul et isolé ou dans une haie, un boisement (troncs plus longs et droits) ou une ripisylve (dans ces derniers cas, il est plus élancé, avec des branches plus longues cherchant la lumière).

Les broussins sont assez fréquents.
La branchaison est irrégulière, lourde et aux verticilles non marqués, avec pour les grandes branches des sujets âgés une forme d'arche et des rameaux longs de l’année nettement cylindriques à la base, parfois sub-anguleux vers l'apex mais sans côtes.

Taillé en têtard, le tronc  peut devenir trapu.
Le tronc possède une écorce brun-grisâtre (parfois presque noire d'où son nom botanique) et plutôt sombre à rhytidome rugueux et profondément fissurée longitudinalement, s'épaississant avec l'âge. Sur les vieux sujets (très gros bois) l'écorce forme un réseau losangique caractéristique.
Les feuilles, qui apparaissent après les fleurs, sont de forme triangulaire à losangique ou en coin à la base. Elles sont denticulées, vertes et glabres sur les deux faces, visqueuses au débourrement. Leur pétiole, parfois rougeâtre, est aplati au sommet.

Le limbe est plus court sur les rameaux de l'année, et « la feuille y présente une forme losangique et acuminée (feuille se terminant en pointe allongée et effilée). » Le limbe des feuilles des longs rameaux est moins typique, « toujours de surface plus grande et avec une base du limbe largement arrondie ou aplatie. » La surface des feuilles est toujours plus petite qu'en situation équivalente chez les peupliers hybrides.
Au niveau des tiges les bourgeons végétatifs sont petits, glabres, visqueux et souvent appliqués.

### Appareil reproducteur
L'espèce est dioïque (fleurs mâles et femelles sur des individus différents). La floraison a lieu de mars à avril ;
la pollinisation ainsi que la dispersion du pollen se fait par le vent (anémophile).
L’arbre atteint sa maturité sexuelle vers six ans, en produisant des chatons pendants ;
- Les chatons mâles mesurent 8 à 10 cm de long à maturité et sont rouges/pourpres[9] .
- Les chatons femelles sont vert-jaunâtre et longs de 6 à 8 cm à maturité[9] .

Chaque fleur est supportée par un périanthe réduit, en forme de coupe et protégée par une bractée. Les fleurs mâles possèdent en général 12 étamines rouges) ; les fleurs femelles possèdent un ovaire uniloculaire composé de deux carpelles.
Les fleurs femelles produisent des  capsules ovoïdes ou sphériques à pédicelle court, vert foncé, avec deux valves, conservant la disposition en chaton.

Les fruits sont mûrs 6 à 8 semaines après pollinisation. Ils libèrent alors une sorte de bourre de coton hydrophobe contenant les graines.

### Critères de différenciation entre le Peuplier noir sauvage et les cultivars d'ornement
Les Peupliers noirs de la variété autochtone (var. nigra) sont difficilement différenciables de la variété d'ornement italica et des cultivars hybrides de production. De nombreux individus sauvages sont introgressés par l'un ou l'autre. Les critères de différenciation présentés ci-dessous peuvent varier d'un individu à l'autre (notamment en fonction de leur niveau d'introgression), ne sont parfois pas applicables sur les jeunes individus.
| Populus nigra subsp nigra              | Populus nigra var. italica          | Peupliers hybrides de production                     |
| -------------------------------------- | ----------------------------------- | ---------------------------------------------------- |
| Port étalé                             | Port fastigié                       | Port étalé                                           |
| Feuilles petites et losangiques        |                                     | Feuilles larges et triangulaires et de grande taille |
| Bourgeons petits et collés aux rameaux |                                     | Bourgeons plus long et s'écartant des rameaux        |
| Possibilité de broussin sur le tronc   | Peu ou pas de broussin sur le tronc | Peu ou pas de broussin sur le tronc                  |
| Résistant au Gui                       | Non résistant au Gui                | Non résistant au Gui                                 |

## Habitats, répartition

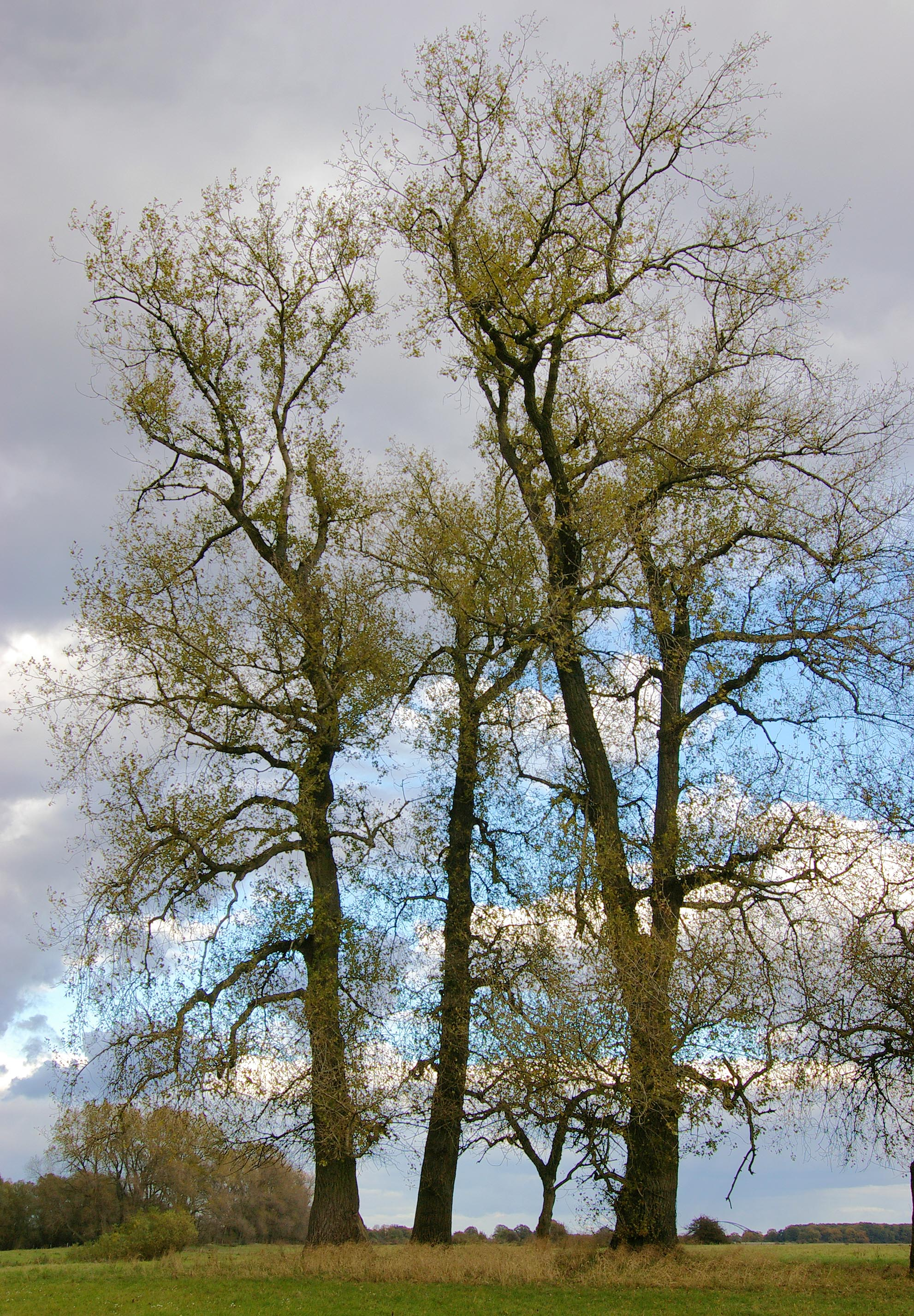
Populus nigra "authentique" sur les rives de l'Elbe.

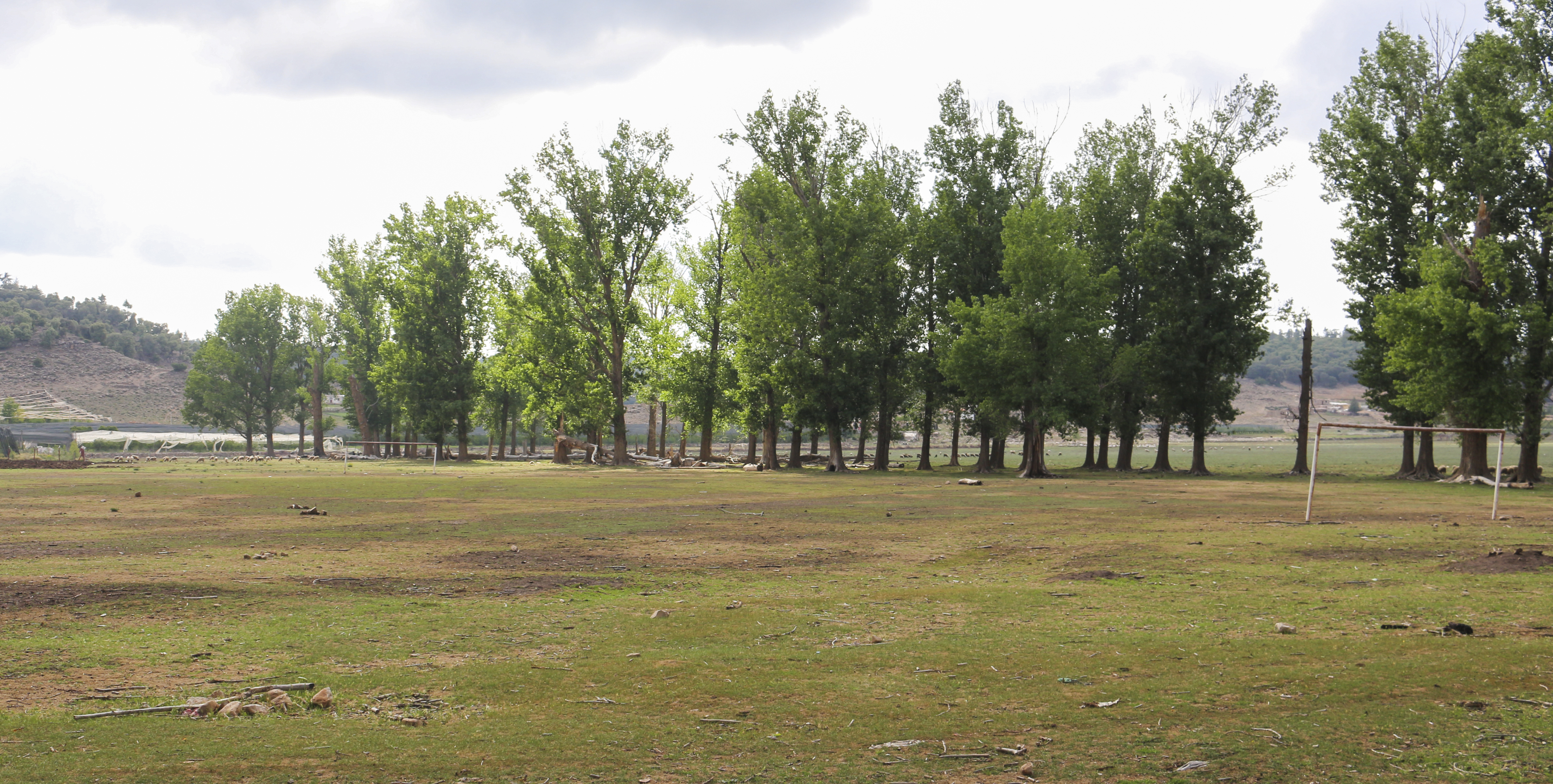
Peuplier noir au lac Dayet Hachlaf dans le Moyen Atlas.

C’est une espèce exigeante en sols frais, aérés et humides, riches en bases et en azote. Besoin d'eau bien oxygénée et se plait à la lumière (espèce héliophile), que l’on retrouve aussi bien à faible altitude (niveau de la mer) que sur les reliefs. Bien que ce peuplier soit typique des forêts de bois tendres, on peut le retrouver dans des forêts de bois durs, peut-être relique d’un stade pionnier passé. Il apprécie les bords de cours d'eau éventuellement à fort débits et méandres (ex : la Loire). C'est une espèce caractéristique des ripisylves arborescentes ourlant les berges alluvionnaires d'un certain nombre de cours d'eau, en évolution dynamique.

Il est encore présent près de la mer notamment près de l'embouchure de la Loire. Il est assez résistant aux embruns. Il semble avoir été autrefois présent près de la mer dans le nord, par exemple avec des peupliers blancs et trembles dans les pannes dunaires de Dunkerque à la fin du XIXe siècle et au début du XXe siècle, signalé par l'Abbé Arthur Labeau dans une note sur la « flore maritime du littoral français de la mer du nord. »

## Écologie
Les graines de cette espèce pionnière sont pauvres en réserves et ont une durée de vie plutôt courte, ce qui peut rendre l'espèce vulnérable à l'insularisation écologique ou à la fragmentation écopaysagère.
Elles colonisent des sols riches et dénués de végétation tel que les grèves et bancs de sable humides abandonnés par l'eau durant l'été, en compagnie d'autres essences de bois tendre, comme les saules.
Dans de bonnes conditions (soleil, sol riche, humidité) l'arbre pousse vite, avec de larges cernes de croissances, mais avec un houppier relativement sensible à la casse en cas de tempêtes.
Le peuplier noir se reproduit par fécondation croisée mais se propage aussi par voie asexuée, surtout lors de perturbations soutenues, grâce à des drageons.
Comme d'autres peupliers, il est parfois parasité par le gui.

## État des populations, pressions, problèmes et menaces
Bien que se montrant plus résistants à certaines maladies que de nombreux hybrides de populicultures dont Populus xeuramericana, il a fortement régressé au profit d'autres espèces. 
Il semble notamment plus résistant aux maladies chancro-fongiques impliquant les champignons Alternaria alternata Neergard, Acremonium strictum w. Gams ., Fusarium roseum, var. acuminatum, F. roseum LK. Ex. Fr. emend. Snyder and Hansen, et Hendersonula toruloidea Nattrass.
Les études génétiques et d'isozymes montrent que nombreux hybrides utilisés pour la populiculture et l’ornement (Populus nigra var. italica, peuplier pyramidal à branches toutes dressées, souvent planté au bord des routes) peuvent potentiellement polliniser les peupliers noirs sauvages, engendrant une pollution génétique (introgression génétique) et une réduction de la diversité génétique infraspécifique,.
L’extraction de granulats, pompage de l’eau, endiguement et chenalisation de cours d’eau sont des activités qui ont provoqué la disparition des sites favorables à sa régénération, mais aussi un dépérissement accéléré lié à l’enfoncement des cours d’eau et de la nappe phréatique.
Enfin, comme dans le domaine agricole, à la demande de la filière bois et pépinières, la législation européenne concernant la commercialisation des plants à usage forestier a récemment évolué vers une obligation de provenance certifiée ou au moins identifiée  concernant la commercialisation des Matériels Forestiers de Reproduction (MFR) est entrée en vigueur dans l'Union Européenne le 1er janvier 2003. Elle a été transposée en droit français le 10 octobre 2003. Cette législation garantit aux acheteurs la qualité génétique des plants.

## Protection, restauration des populations, conservation génétique

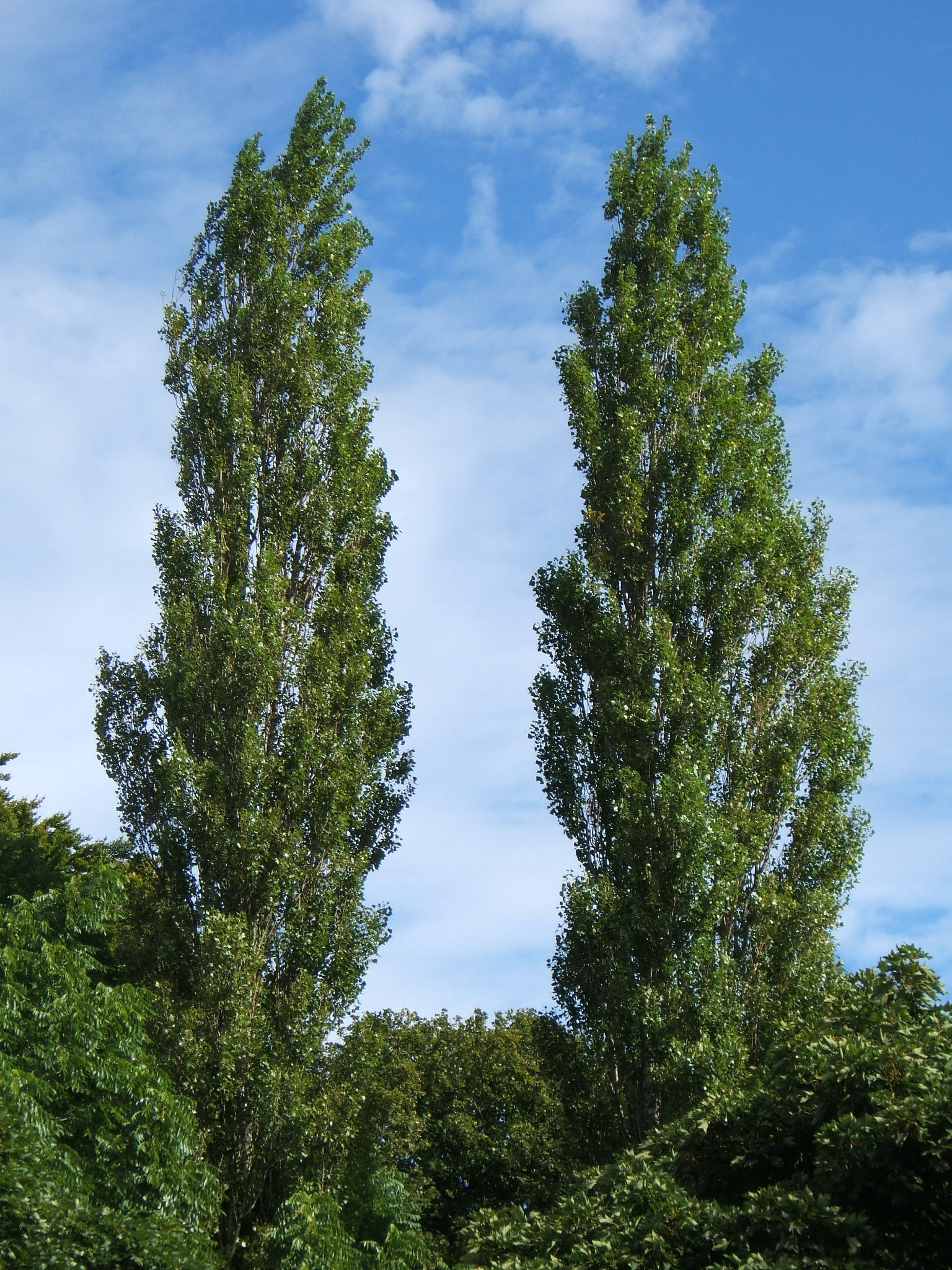
"Peuplier noir d'Italie" (variété introduite en France entre le selon les régions, semble-t-il).

Au début des années 1990, à la suite de la prise de conscience des différentes menaces pesant sur cette essence, l'Europe et la France ont initié quelques programmes de conservation des ressources génétiques du Peuplier noir, avec en France un « Programme National de Conservation des Ressources Génétiques du peuplier noir » piloté, dans le cadre du « Programme National de Conservation des Ressources Génétiques Forestières » par la Direction Générale des Politiques Agricole, Agroalimentaire et des Territoires et animé par l'INRA d'Orléans.
Ceci a permis la mise en place des phases de conservation in-situ (Bois Chenu de Proville, Bords de Loire près de Saumur...)
et ex-situ.
De façon complémentaire, le peuplier noir est aussi inscrit au réseau européen EUFORGEN dont l'objectif est de faciliter le transfert d’informations concernant le peuplier noir entre les différents pays membres.

## Statuts de protection
L'espèce n'est pas encore évaluée à l'échelle mondiale et européenne par l'UICN. En France elle est classée comme non préoccupante .

## Classification
L'espèce Populus nigra a été décrite en 1753 par le naturaliste suédois Carl von Linné (1707-1778).
En classification phylogénétique APG III (2009), comme en classification classique de Cronquist (1981), cette espèce fait partie du genre Populus, assigné à la famille des Salicaceae.

## Liste des sous-espèces et variétés
Selon BioLib (11 avril 2019) :
- Populus nigra subsp. betulifolia (Pursh) W. Wettst
- Populus nigra subsp. caudina (Ten.) Bugała
- Populus nigra var. italica (Moench) Koehne, 1893
- Populus nigra var. nigra
- Populus nigra var. thevestina (Dode) Bean, 1914

Selon Catalogue of Life (11 avril 2019) :
- Populus nigra var. italica
- Populus nigra var. sosnowskyi
- Populus nigra var. thevestina

Selon Tropicos (11 avril 2019) (Attention liste brute contenant possiblement des synonymes) :
- Populus nigra subsp. betulifolia W. Wettstein
- Populus nigra subsp. flexibilis Kamelin
- Populus nigra subsp. pyramidalis Čelak.
- Populus nigra var. afghanica Aitch. & Hemsl.
- Populus nigra var. italica Münchh.
- Populus nigra var. nigra
- Populus nigra var. pyramidalis Spach
- Populus nigra var. sinensis Carrière
- Populus nigra var. thevestina (Dode) Bean

## Utilisations
La souplesse des fibres se prête bien à la fabrication du bois déroulé pour le placage et le contreplaqué. La plante a aussi des propriétés médicinales et sert à faire du charbon actif.

### Propriétés et usages médicinaux
Ses bourgeons contiennent un populoside ou benzoylsalicoside et des dérivés de flavones. Ses propriétés sont diurétiques, diaphorétiques, balsamiques et expectorantes. Ils servaient autrefois à préparer l'« onguent populéum », qui contenait aussi des feuilles de jusquiame, belladone, morelle, pavot, de l'axonge et de l'alcool. Cette pommade est vulnéraire et antihémorroïdale.
Le bourgeon de peuplier est riche en polyphénol autrefois appelé « tanin végétaux ».Il s’agit des bourgeons de feuille qui sont récoltés de février à mai suivant la localisation des arbres. La concentration des bourgeons en polyphénols peut varier d’un facteur 10 selon la variété de peuplier. Les bourgeons contiennent principalement trois types de molécules : 
- Les acides phénoliques (acide cafeique et dérivés, acide férulique et iso-férulique , acide cinnamique,acide p coumarique,acide benzoique et dérivés)

- Les flavonoïdes :

- Flavonols: galangin, kaempferol

- Flavones : apigenin, chrysin, tectochrysin,

- Flavanones: pinocembrin, pinostrobin

- Di-hydroflavonols: pinobanksin

- Les dérives salycilés : salicine, benzyle salicylate

La composition en polyphénol est proche de celle de la propolis. Les abeilles en sont d’ailleurs friandes pour la production de propolis 
Par sa composition , le bourgeon de peuplier se prête à effectuer un extrait stable aux propriétés antioxydantes /anti radicaux libres permettant par exemple de limiter le stress oxydatif  pour des applications cosmétiques.
De son bois, on faisait aussi un charbon végétal contre les fermentations intestinales et pour absorber les gaz.

### Alimentation animale
Selon une étude ethnobotanique et du patois local, faite par Françoise et Grégoire Nicollier à Bagnes (France) et publiée en 1984, de même que pour le Peuplier blanc et le Peuplier noir d'Italie, « les feuilles, mélangées à du son, de la paille et des feuilles d'érable, constituent un fourrage pour les vaches ».

### Bois de construction
Le tronc du peuplier noir, quand il est droit (ce qui est plus rare que chez les autres espèces de peupliers) est également très utilisé dans le bâtiment. Notamment, pour la fabrication de contreplaqué car il présente un aspect souple qui facilite le déroulage. Par la suite, il entre dans la confection de nombreux produits (de l'emballage alimentaire aux intérieurs de bateaux). Alors que les autres peupliers produisent un bois peu durable, celui ci produit un bois qui a une durée de vie très longue et qui ne se dégrade, en l'état naturel, que s'il est exposé à l'eau.

## Dans la culture
Pour les Grecs, les peupliers noirs étaient consacrés à la déesse Hécate.

#### Bases taxonomiques
- (en) BioLib : Populus nigra  L. (consulté le 11 avril 2019)
- (en) Catalogue of Life : Populus nigra L. (consulté le 15 décembre 2020)
- (en) Flora of China : Populus nigra  (consulté le 11 avril 2019)
- (en) Flora of Pakistan : Populus nigra  (consulté le 11 avril 2019)
- (en) Flora of Missouri : Populus nigra  (consulté le 11 avril 2019)
- (en) GRIN : espèce Populus nigra  L. (consulté le 11 avril 2019)
- (fr + en) ITIS : Populus nigra  L. (consulté le 11 avril 2019)
- (en) NCBI : Populus nigra  L. (taxons inclus) (consulté le 11 avril 2019)
- (en) The Plant List : Populus nigra L.  (source : KewGarden WCSP) (consulté le 11 avril 2019)
- (en) Tropicos : Populus nigra L.  (+ liste sous-taxons) (consulté le 11 avril 2019)
- (en) UICN : espèce Populus nigra  L. (consulté le 11 avril 2019)

#### Aide à l'identification
- page "identification " de l'Inra
- Fiche d'aide à l'identification, illustrée (PDF, par EUFORGEN)

#### Autres
- La biologie et l'écologie de cette espèce sont détaillées dans un site Web consacré à l'espèce par l'Inra.
- (fr) Le réseau des conservatoires d'Espaces Naturels

#### Vidéographie
- DVD : DVD / Le Peuplier noir traverse une grande partie de l’Europe et poursuit sa route jusqu’en Chine (Issu des inventaires et recherches faites par Olivier FORESTIER (Directeur-adjoint. Pôle National des Ressources Génétiques Forestières. Guémené-Penfao) et Marc VILLAR (Responsable National du programme Peuplier noir. INRA. Orléans).